# Trevor Keels
Trevor Jamaal Keels (ur. 26 sierpnia 2003 w Clinton) – amerykański koszykarz, występujący na pozycji rzucającego obrońcy, od 2023 zawodnik Iowa Wolves.
W 2021 wystąpił w trzech spotkaniach gwiazd amerykańskich szkół średnich – Jordan Brand Classic, Nike Hoop Summit i McDonald's All-American. Został też wybrany najlepszym koszykarzem szkół średnich stanu Wirginia (Virginia Gatorade Player of the Year).
28 września 2023 został zawodnikiem Minnesoty Timberwolves. 20 października 2023 opuścił klub.

## Osiągnięcia
Stan na 5 października 2023, na podstawie, o ile nie zaznaczono inaczej.
NCAA
- Uczestnik rozgrywek NCAA Final Four (2022)
- Mistrz sezonu regularnego konferencji Atlantic Coast (ACC – 2022)
- Zaliczony do I składu najlepszych pierwszorocznych zawodników ACC (2022)
- Najlepszy pierwszoroczny zawodnik tygodnia ACC (20.12.2021, 14.02.2022)